# Aéroport d'Orly (metropolitana di Parigi)
Aéroport d'Orly è una stazione della linea 14, e in futuro anche della 18, della metropolitana di Parigi.

## Storia della costruzione

### Grand Paris Express
Il 28 dicembre 2015, con il decreto n. 2015-1791, il governo francese ha dichiarato di pubblica utilità il progetto il progetto Grand Paris Express, che prevedeva il prolungamento verso sud della linea 14 della metropolitana di Parigi, da Olympiades fino ad Aéroport d'Orly, che sarebbe diventata il nuovo capolinea. Il progetto prevedeva anche un prolungamento della linea in direzione nord, da Mairie de Saint-Ouen fino al nuovo capolinea, Saint-Denis Pleyel. Il prolungamento della linea 14 aveva come obiettivo quello di ridurre il carico di passeggeri sulla linea 13, quella più frequentata dell'intera rete, con circa 670 000 passeggeri giornalieri: il prolungamento avrebbe dovuto ridurre questa cifra di circa il 20-25%. I lavori per la realizzazione del progetto Grand Paris Express iniziarono nel 2015 e si concluderanno circa nel 2030. In particolare, l'estensione della linea 14 sarebbe dovuta entrare in servizio nel 2017, ma, a causa di vincoli tecnici e ambientali, è stata rimandata prima al 2018 e poi al 2019. La pandemia di COVID-19, però, ha causato altri rallentamenti ai lavori e il prolungamento della linea è entrato in servizio il 24 giugno 2024, poco prima dell'inizio delle Olimpiadi di Parigi.

## Design
Nella stazione è contenuto un grande affresco con azulejo realizzato dello street artisti portoghese Vhils e dell'architetto francese François Tamisier. Le banchine si trovano a 20 metri sotto il terreno.

## Galleria d'immagini

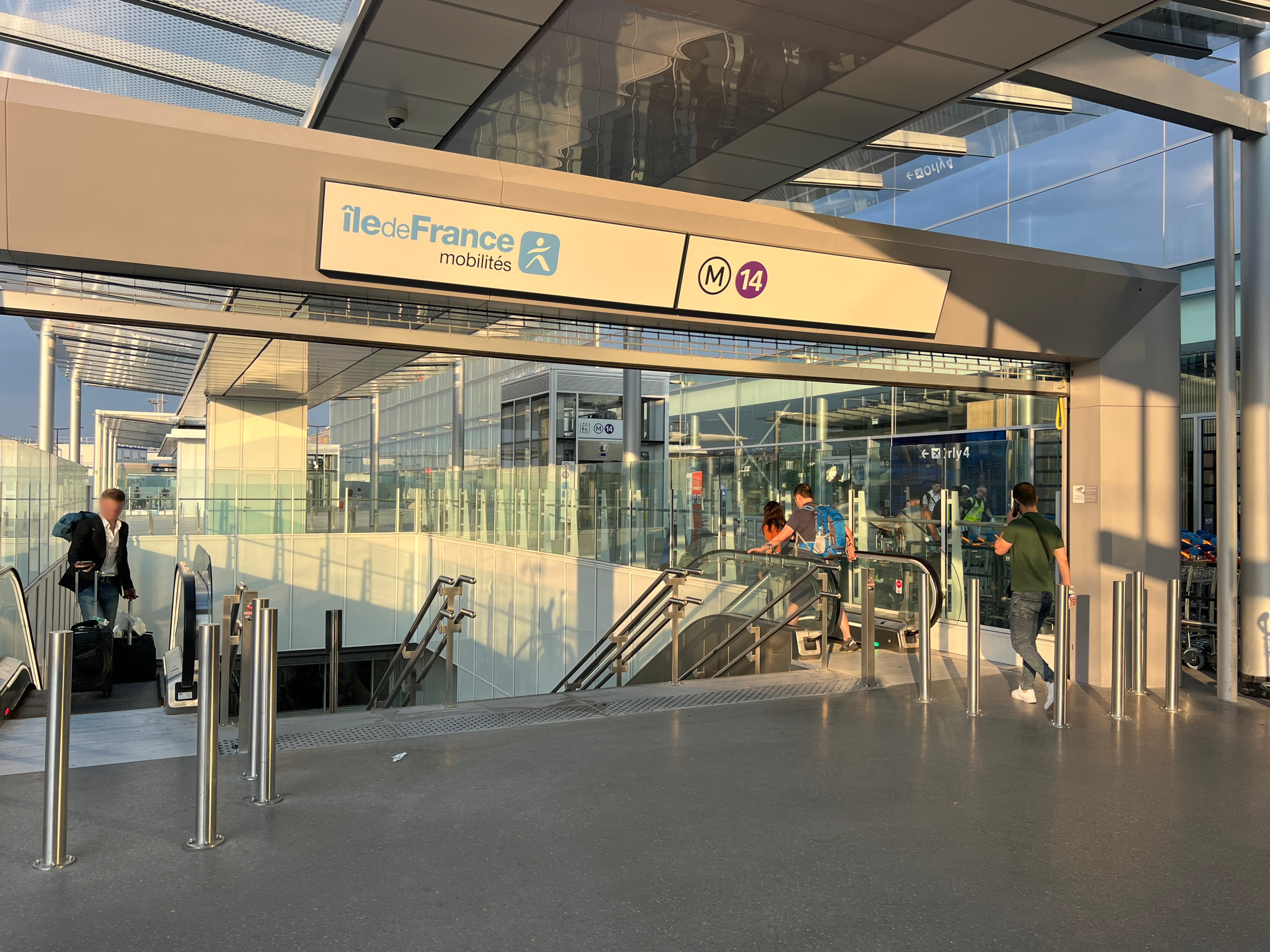
L'ingresso
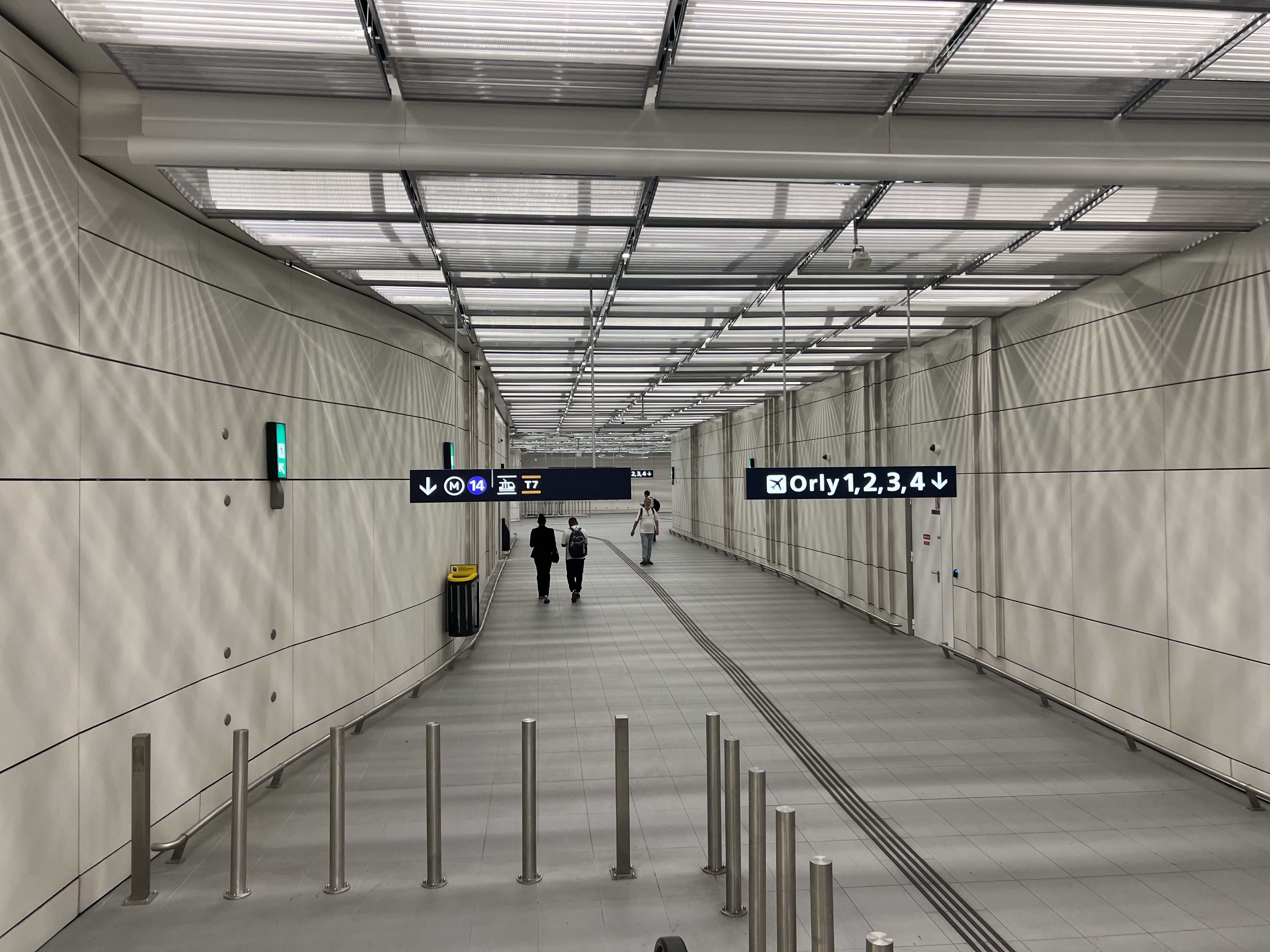
L'interno
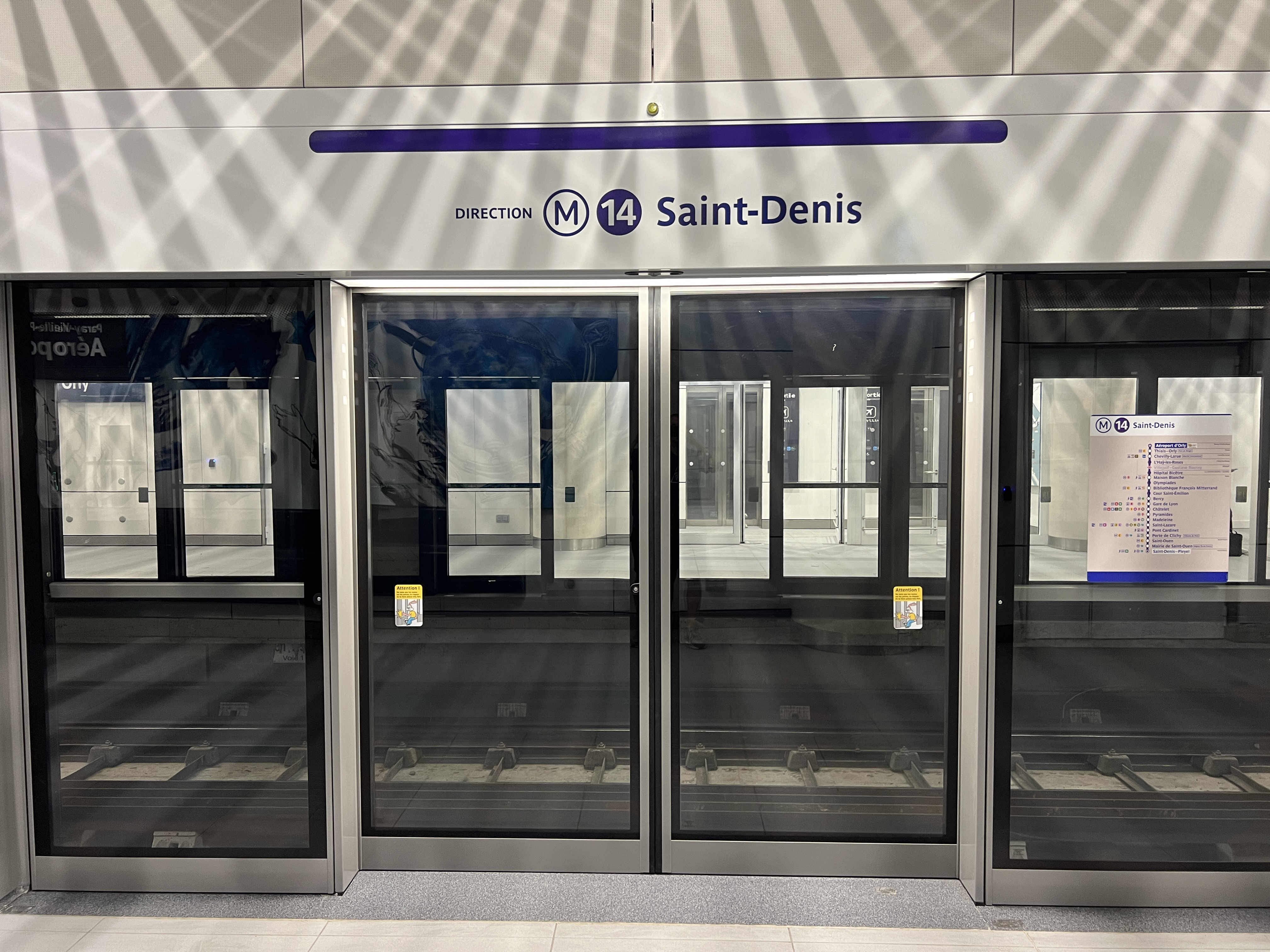
Il piano banchine
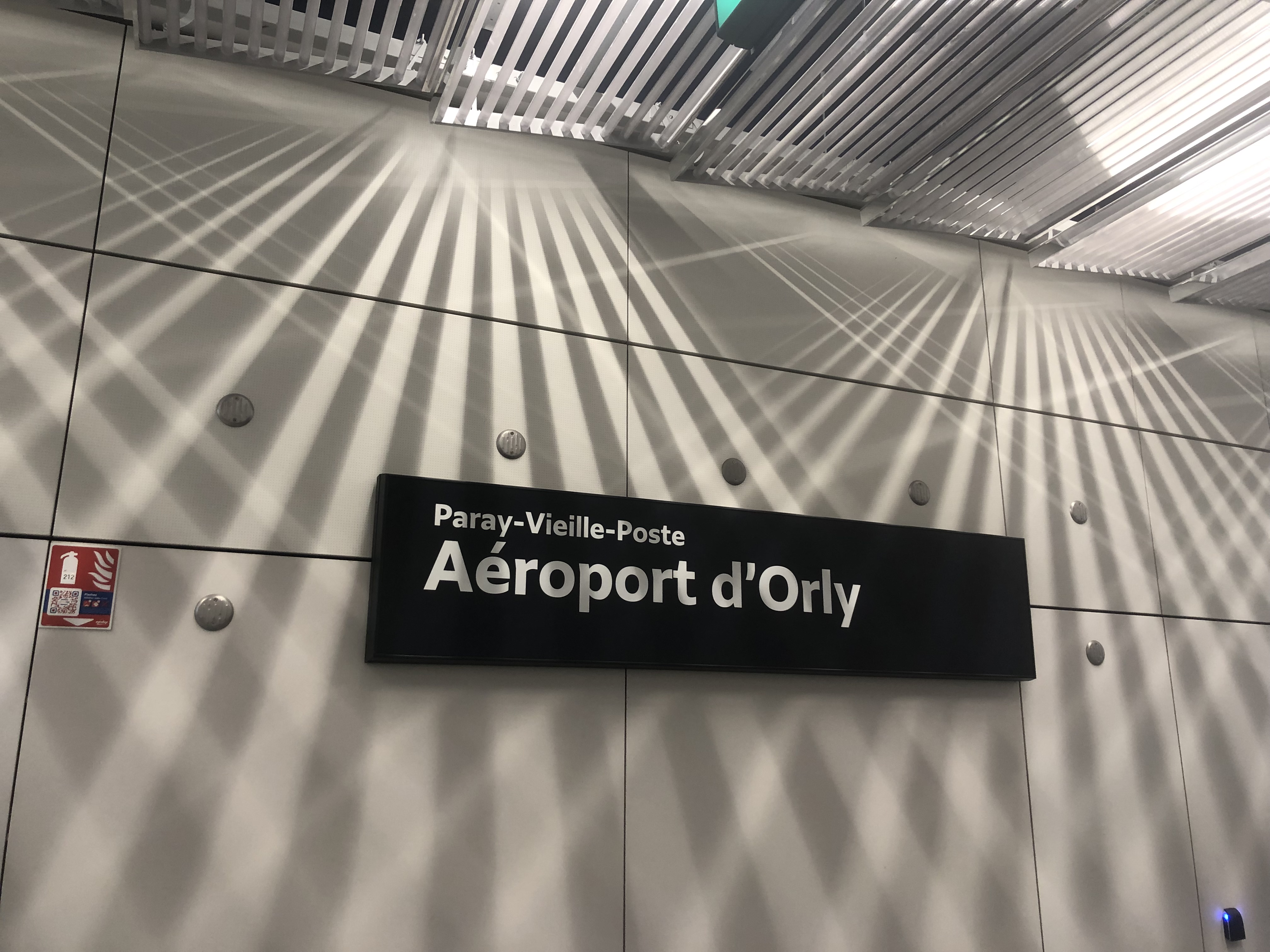
Un cartello